# 429031 Hannavonhoerner
429031 Hannavonhoerner è un asteroide della fascia principale. Scoperto nel 2009, presenta un'orbita caratterizzata da un semiasse maggiore pari a 3,0937875 UA e da un'eccentricità di 0,0927717, inclinata di 9,71843° rispetto all'eclittica.